# The Heart of the Andes
The Heart of the Andes (deutsch: „Das Herz der Anden“) ist ein im Jahr 1859 erstmals ausgestelltes Landschaftsgemälde des amerikanischen Künstlers Frederic Edwin Church (1826–1900), einem Vertreter der Hudson River School. Das Bild ist außergewöhnlich groß, die Höhe beträgt 167,9 cm und die Breite 302,9 cm. Es zeigt ein idealisiertes Landschaftsbild in den südamerikanischen Anden. Bei seiner Vorstellung erzielte das Gemälde eine große Aufmerksamkeit, es gehört zu den bekanntesten Werken des Künstlers und ist Bestandteil der Sammlung des Metropolitan Museum of Art in New York.

## Vorgeschichte und Hintergrund
Church bewunderte den Forschungsreisenden Alexander von Humboldt, er war begeistert von seinen Reiseberichten und Werken. Durch die Lektüre angeregt bereiste er in den 1850er Jahren Ecuador und Kolumbien und folgte teilweise den Spuren von Humboldt. Unterwegs fertigte er zahlreiche Bleistift- und Ölskizzen an. Humboldt seinerseits schätzte die Landschaftsmalerei, im Band II von Kosmos beschreibt er deren Einfluss auf die Wahrnehmung und Wertschätzung der Natur. Seiner Ansicht nach verstärkt sich dadurch die Liebe zur Natur.

## Bildbeschreibung
Das Bild, „The Heart of the Andes“, ist die Darstellung einer fiktiven Landschaft in den südamerikanischen Anden. Dem Betrachter fällt zuerst der helle Wasserfall mit Fluss und tropischem See auf, der sich im Vordergrund in der unteren Bildhälfte im Bereich des goldenen Schnitts befindet. Ein Gegengewicht dazu bildet im Hintergrund der linken oberen Bildhälfte eine schneebedeckte Bergspitze mit sich öffnender Wolkendecke. Der Berg stellt den Vulkan Chimborazo dar, den höchsten Berg Ecuadors. Das Tal macht in der Bildmitte einen S-förmigen Bogen vom Fluss in Richtung auf den Berg. Dazwischen erkennt man ein kleines Dorf mit einfachen Häusern und einer Kirche. Die Kirchenfassade ist etwas heller als die übrigen Häuser. Ebenfalls auffallend heller ist die Kreuzszene im Vordergrund mit den beiden Personen und dem Weg, der zum Kreuz führt. Das Ganze ist umgeben von einer grünen tropischen Berglandschaft und einer Urwald-ähnlichen üppigen Flora. Beeindruckend ist der Detailreichtum und die Genauigkeit der Pinselführung. Ruhige Grün- und Ockertöne sind vorherrschend. Die Signatur des Künstlers zusammen mit dem Entstehungsjahr befindet sich als Rindeneinkerbung auf dem hellen Baumstamm links.

## Ausstellungen, Rezeption und Erwerb

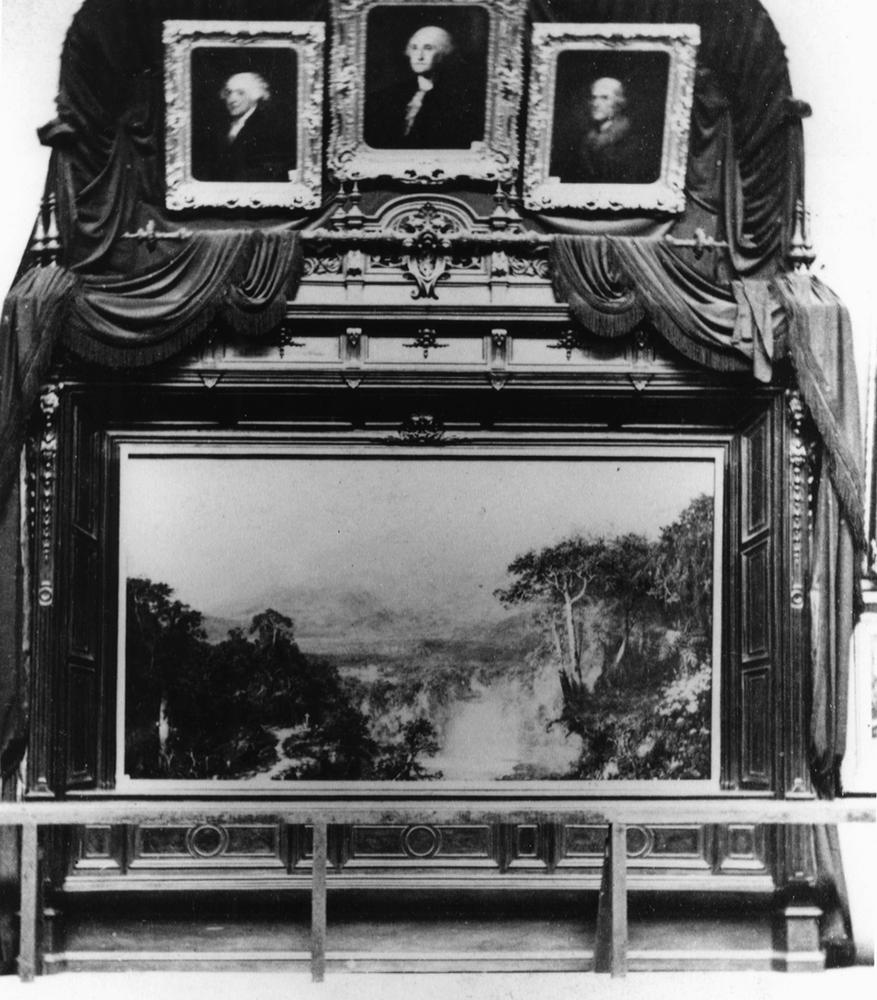
Foto einer Ausstellung des Gemäldes The Heart of the Andes im Jahr 1864

Das Gemälde wurde der Öffentlichkeit erstmals vom 29. April bis 23. Mai 1859 in Churchs Atelier in New York vorgestellt, wobei die Ausstellung nur aus diesem einen Bild bestand. Das Interesse war größer als erwartet, mehr als 12.000 zahlende Besucher wurden gezählt. Das Bild war in einem großen, massiven Rahmen gefasst. Es sollte der Eindruck erweckt werden, dass der Betrachter aus einem Fenster auf die dargestellte Anden Landschaft schauen würde. Der Besucherraum war abgedunkelt und das Bild angestrahlt, Lichteffekte verstärkten so den Eindruck. Vor dem Bild war eine hölzerne Brüstung, die Besucher saßen auf Bänken mit etwas Abstand zum Gemälde. Es gab Operngläser, um Details besser zu studieren.
Church war damals in Kontakt mit Humboldt und hätte ihm gerne das Bild gezeigt. Er plante das Gemälde in Europa auszustellen, allerdings starb Humboldt am 6. Mai 1859. Das Gemälde wurde anschließend in mehreren Städten der USA und in London gezeigt. Das Interesse war jedes Mal sehr hoch.
Das Gemälde wurde allgemein gerühmt und bewundert. Der Dichter George William Warren verfasst 1863 ein Gedicht zu Ehren des Kunstwerks. Mark Twain, der sich das Bild mehrmals angesehen hat, beschreibt es 1860 in einem Brief an seinen Bruder Orion Clemens und bewertet es als das wunderbarste und schönste, was er in der Stadt je gesehen hat.
Church verkaufte das Gemälde für 10.000 $ an den Privatmann William T. Blodgett, damals der bisher höchste Preis für das Werk eines lebenden Künstlers. Nach Blodgetts Ableben im Jahr 1875 erwarb es Margaret W. Dows, die es nach ihrem Tod 1909 dem Metropolitan Museum of Art vermachte.

## Reproduktionen

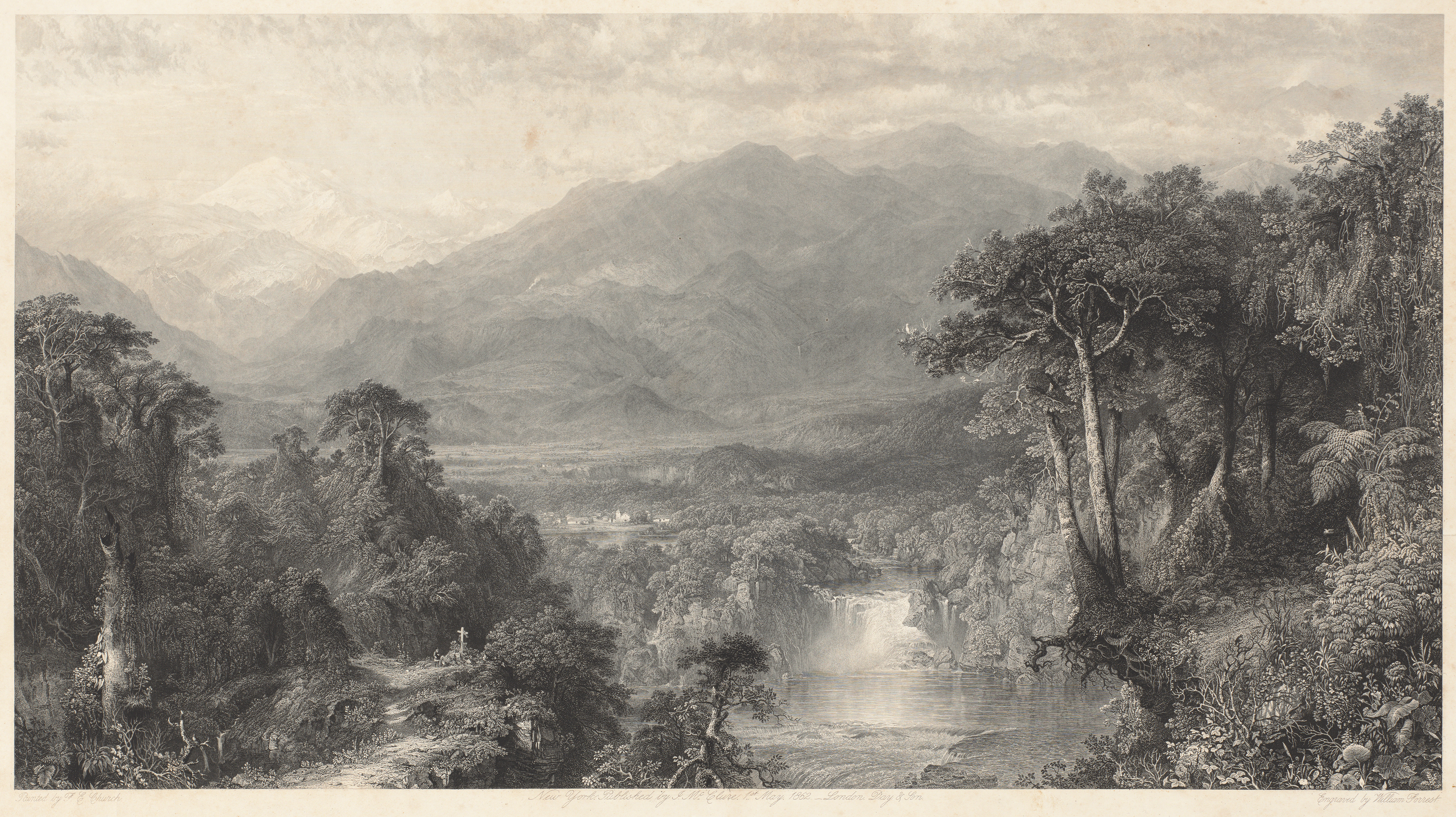
Kupferstich von Charles Day & Son (34,4 x 63,2 cm; 1862)

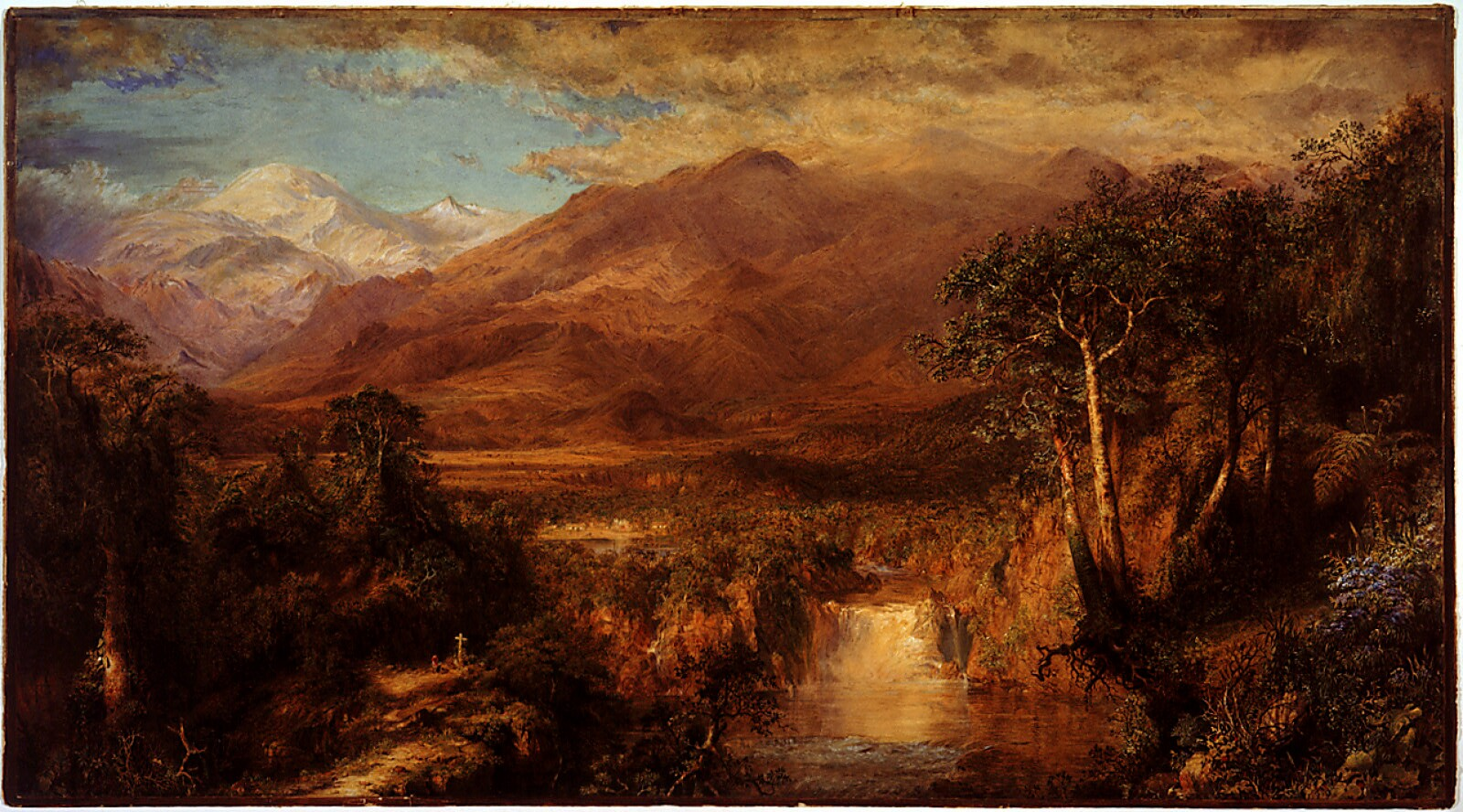
Kopie mit Wasserfarben 52.1 × 94 cm (1859–1860), National Gallery of Art

Als das Gemälde in London ausgestellt war, erhielt die Firma Charles Day & Son das Recht, das Bild als Kupferstich zu kopieren. Church erzielte durch die verkleinerte Darstellung weitere Einkünfte und steigerte seine Bekanntheit. Zur gleichen Zeit wurde auch eine kleinere Kopie in Wasserfarben angefertigt, die heute in der National Gallery of Art in Washington D.C. hängt.